# Залізниця Львів — Підгайці
Локальна залізниця Львів — Підгайці (нім. Localbahn Lemberg-Podhajce, LBLP) довжиною 140,4 км із колією завширшки 1435 мм була збудована у Галичині (Австро-Угорська імперія) впродовж 1905—1909 років.

## Історія
Концесію на будівництво залізниці отримала 19 серпня 1905 року на 90 років спілка «Товариство Акціонерне Залізниці Локальної Львів — Підгайці» на основі акту від 15 липня 1903 р. Акціонерами були граф Анджей Потоцький, професор Адам Чижевич (власник маєтку в Підгайцях) і Адам Третер. Держава гарантувала їм річний прибуток у розмірі 4 % від інвестованого капіталу у 18,1 млн корон. Колія проходила через міста Перемишляни і Бережани.
На початку роботи залізниці її рухомий склад складався з 11 паротягів, 10 пасажирських вагонів і 28 вантажних. Кількість пасажирських вагонів збільшили на 8 (1910) і 10 (1912) одиниць. За перший рік було перевезено 138 000 пасажирів, 27 900 т вантажів. 1913 року було перевезено 435 000 пасажирів у вагонах трьох класів і 112 000 т вантажів. У 1-му класі 0,07—0,13 % пасажирів, у 2-му класі 6,8—9,8 % пасажирів, у 3-му класі 87—89 %, 2,6—5 % використовували військовий тариф.
Складалась із трьох дільниць.
- Львів — Куровичі — довжиною 35,91 км; відкрита 15 грудня 1908 року.
- Куровичі — Вовків — довжиною 34,3 км; відкрита 25 лютого 1909 року.
- Вовків — Підгайці — довжиною 103,31 км; відкрита 29 жовтня 1909 року.

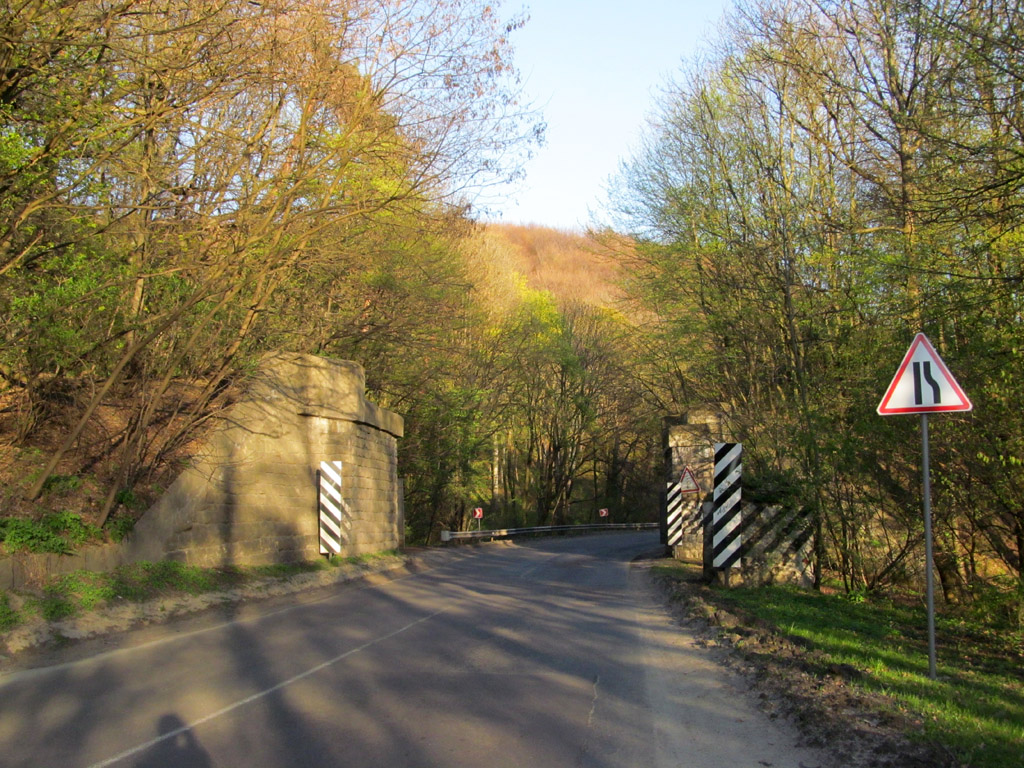
Залишки мосту між Львовом та Винниками

Після Першої світової війни залізниця перейшла до Польської державної залізниці (пол. Polskie Koleje Państwowe). Під час Другої світової війни залізницею керувала Німецька імперська залізниця (нім. Deutsche Reichsbahn) (1941—1944). При наближенні фронту 22 липня 1944 року гітлерівці підірвали частину мостів, колії та станцію Підгайці. Після відступу Вермахту більшу частину колії не відновлювали, використавши частину рейок, шпали для військових потреб, і не переводили на прийняту в СРСР колію завширшки 1520 мм.
На сьогодні зі 140 км колишньої залізниці використовують невелику 8 км неелектрифіковану ділянку дороги Потутори — Бережани, що зв'язує райцентр Бережани з обласним центром Тернополем. Вона входить до Львівської залізниці. Також для потреб заводу «Ензим» донедавна використовувалася залізниця Підзамче — Личаків — Дріждзавод завдовжки 8,9 км, яка є вцілілою після Другої Світової війни ділянкою залізниці Львів — Підгайці. У 2018 році її було закрито для руху поїздів.
За часів СРСР близько десяти раз на день у літні вихідні їздив туристичний дизель-поїзд з головного вокзалу Львова до Винниківського (на той час — Комсомольського) озера. У наш час вже декілька разів поспіль порушувалося питання про відновлення руху туристичних потягів по даній гілці, але цей задум досі залишається не втіленим у життя.

## Галерея

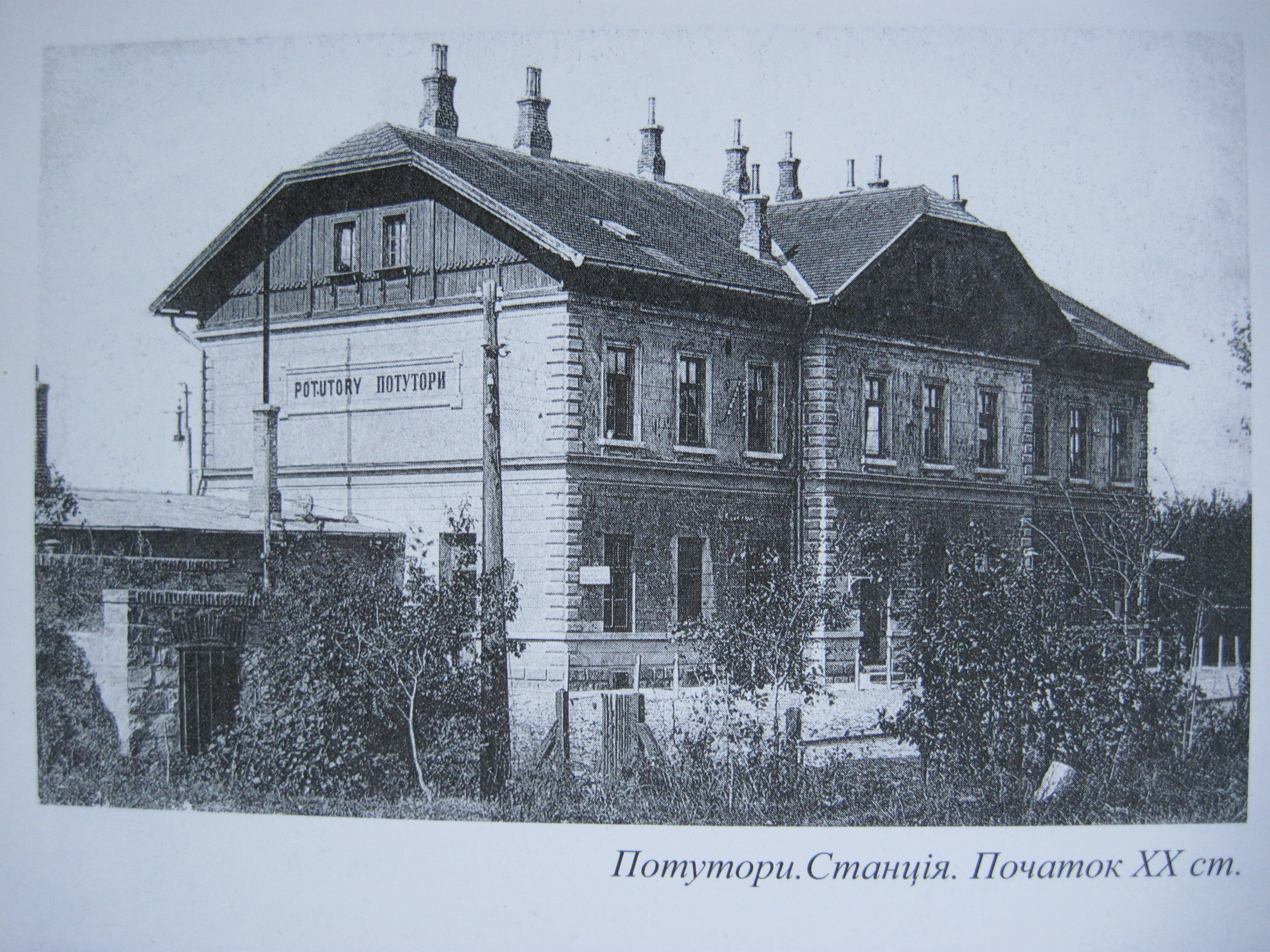
Станція у Потуторах
Станція Личаків
Станція Підзамче
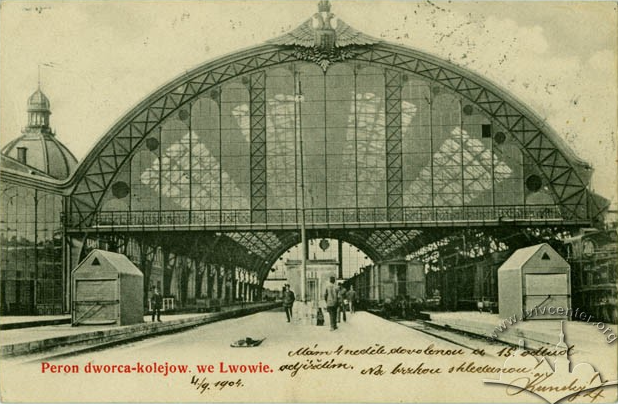
Головний вокзал Львова